# Кулібаба Руслан Миколайович
Русла́н Микола́йович Куліба́ба (нар. 12 лютого 1982, м. Нікополь, Дніпропетровська область — пом. 14 червня 2014, м. Луганськ, Україна) — український військовослужбовець, десантник, сержант Збройних сил України.

## Життєпис
Руслан Кулібаба народився в місті Нікополь Дніпропетровської області. Був єдиною дитиною в батьків. Навчався у школі № 15, 1999 року закінчив загальноосвітню школу № 8 міста Нікополь. Проходив строкову військову службу у прикордонних військах.
2008 року закінчив Нікопольський економічний університет МАУП за спеціальністю правознавство. Певний час працював помічником оперуповноваженого у кримінальному відділі Нікопольського міського відділу Управління Міністерства внутрішніх справ України.
У зв'язку з російською збройною агресією проти України навесні 2014 року мобілізований як доброволець на захист Батьківщини.
Сержант, водій-заправник 25-ї Дніпропетровської повітряно-десантної бригади Високомобільних десантних військ ЗС України, в/ч А1126, смт Гвардійське, Дніпропетровська область.

## Обставини загибелі
13 червня 2014 року десантники готувались до відправлення в зону проведення АТО. У ніч проти 14 червня трьома військово-транспортними літаками Іл-76 МД з інтервалом у 10 хвилин вони вилетіли в Луганський аеропорт на ротацію особового складу. На борту також були військова техніка, спорядження та продовольство.
14 червня о 0:40 перший літак (бортовий номер 76683), під командуванням полковника Дмитра Мимрикова приземлився в аеропорту.
Другий Іл-76 МД (бортовий номер 76777), під керівництвом командира літака підполковника Олександра Бєлого, на борту якого перебували 9 членів екіпажу 25-ї мелітопольської бригади транспортної авіації та 40 військовослужбовців 25-ї Дніпропетровської окремої повітряно-десантної бригади, о 0:51, під час заходу на посадку (аеродром міста Луганськ), на висоті 700 метрів, був підбитий російськими терористами з переносного зенітно-ракетного комплексу «Ігла». В результаті терористичного акту літак вибухнув у повітрі і врізався у землю поблизу території аеропорту. 49 військовослужбовців, — весь екіпаж літака та особовий склад десанту, — загинули. Третій літак за наказом повернувся в Мелітополь.
|                                                  | Там все було дуже грамотно по-військовому сплановано. Там без Росії не обійшлось. Вогонь вівся з усіх сторін. Це було не на рівні ненавчених бойовиків. Обстріл літака вівся дуже грамотно. Спочатку підсвічували трасером, а потім били. Із ПЗРК неможливо було збити літак, навіть якби боєприпас потрапив у двигун, то літак все рівно не загинув би. Стріляли з «Шилки». |
| — Командир 25-ї БрТрА полковник Дмитро Мимриков. | |

Пройшло більше 40 діб перш ніж десантників поховали: українські військові збирали рештки тіл загиблих, влада домовлялася з терористами про коридор для евакуації, в Дніпрі проводились експертизи ДНК для ідентифікації.
Троє із загиблих десантників — мешканці Нікополя: сержант Кулібаба Руслан Миколайович, старший солдат Кузнецов Антон Олександрович і солдат Москаленко Сергій Олександрович.
25 липня нікопольці попрощались зі своїми земляками на Європейській площі. Їх поховали на Алеї Слави міського кладовища Нікополя.
Залишились батьки, Любов та Микола. Батько Руслана, Кулібаба Микола Олександрович — пенсіонер МВС, прослужив у Нікопольському міськвідділі міліції ГУМВС України більше 32 років, останні роки служив водієм служби забезпечення.

## Нагороди та відзнаки
- Орден «За мужність» III ст. (20.06.2014, посмертно) — за особисту мужність і героїзм, виявлені у захисті державного суверенітету та територіальної цілісності України, вірність військовій присязі та незламність духу[8].
- Нагрудний знак «За оборону Луганського аеропорту» (посмертно).
- відзнака Президента України «За участь в антитерористичній операції» (посмертно)[9]

## Вшанування пам'яті
- 2 вересня 2014 року в місті Нікополь на фасаді будівлі ЗОШ № 8 (вулиця Довгалівська, 5) відкрито меморіальну дошку на честь випускника школи Руслана Кулібаби[10][11].
- 13 червня 2015 року в Дніпрі на Алеї Героїв до роковин загибелі військових у збитому терористами літаку Іл-76 встановили пам'ятні плити з іменами загиблих воїнів[12].
- 18 червня 2016 року на території військової частини А1126 в смт Гвардійське урочисто відкрили пам'ятник воїнам-десантникам 25-ї повітряно-десантної бригади, які героїчно загинули під час бойових дій в зоні проведення АТО. На гранітних плитах викарбувані 136 прізвищ, серед них і 40 десантників, які загинули у збитому літаку в Луганську[13].
- 22 лютого 2017 року на фасаді Нікопольського економічного університету було відкрито меморіальні дошки загиблим у зоні проведення АТО нікопольським героям, які навчалися у цьому закладі — Руслану Кулібабі та Андрію Асмолову (загинув 12.02.2015 у боях за Дебальцеве)[14].